# Gyrus parahippocampalis
De gyrus parahippocampalis of zeepaardwinding is een hersenwinding in de temporale kwab die tegen de hippocampus, ook wel zeepaard genoemd, aanligt. De gyrus parahippocampalis wordt ook wel gerekend als onderdeel van de lobus limbicus.
Aan de onderkant van de gyrus parahippocampalis ligt aan de voorkant de sulcus rhinicus en aan de achterkant de sulcus collateralis. Deze twee hersengroeven scheiden deze hersenwinding van de gyrus fusiformis. In het verlengde van de gyrus parahippocampalis ligt de gyrus lingualis, die grotendeels in de occipitale kwab ligt. De ramus parahippocampalis is een oppervlakkige tak van de sulcus collateralis die de afscheiding tussen deze twee hersenwindingen aangeeft.

## Schorsvelden
Het achterste schorsveld van de gyrus parahippocampalis staat bekend als de cortex parahippocampalis.